# Фінансовий конгломерат
Фіна́нсовий конгломера́т (англ. Financial conglomerate) —  учасник фінансового ринку, бізнес якого поширюється не менше ніж на дві з п'яти основних областей фінансових послуг:
- Банківські операції;
- Страхування;
- Корпоративні фінанси, підписка та розміщення цінних паперів;
- Довірче управління, обслуговування та консультації інвестиційних фондів;
- Роздрібні інвестиційні послуги.

## Ознаки
При віднесенні фінансового інституту до числа фінансових конгломератів слід керуватися не розмірами його активів, а його присутністю в різних областях фінансового ринку. Банк Англії використовує щодо фінансових конгломератів поняття «Великі складні фінансові інститути» (Large complex financial institutions) і для віднесення компанії до цієї категорії застосовує методику визначення розміру частки цієї компанії в наступних фінансових секторах:
- компанія входить в першу світову десятку андерайтерів по акціях;
- компанія входить в першу світову десятку андерайтерів по облігаціях;
- компанія входить в першу світову десятку організаторів синдикованих кредитів;
- компанія входить в першу світову десятку операторів на ринку процентних похідних інструментів;
- компанія входить в першу світову десятку за доходами на міжнародному валютному ринку;
- компанія входить в першу світову десятку по портфелю цінних паперів, що знаходяться на відповідальному зберіганні.

## Суть
Фінансові конгломерати активно утворюються у всіх ключових областях фінансового ринку у всьому світі. Причиною зростання числа фінансових конгломератів з кінця XX століття по теперішній час стали фінансові реформи, усунувши сегментацію фінансового сектора і стимулюючі об'єднання фінансових компаній в конгломерати. Яскравим прикладом таких реформ є прийняття Конгресом США в кінці 1999 року Закону про фінансову модернізацію (Закону Гремма - Ліча - Блайлі). На макроекономічному рівні фінансові конгломерати в короткостроковій перспективі підвищують ефективність фінансової системи, з іншого боку, вони тягнуть за собою негативний ефект монополізації ринку. Створення фінансових конгломератів супроводжується зниженням числа учасників всього фінансового ринку або декількох його секторів, що призводить до зростання процентних ставок для кінцевого споживача фінансових послуг. В результаті всього цього, скорочення конкуренції в довгостроковій перспективі дестимулює ефективність фінансової системи.
Проникнення фінансових конгломератів на фінансові ринки країн, що розвиваються, з одного боку, сприяють їх якнайшвидшому становленню, впровадження нових технологій і менеджменту, а також розвитку зв'язків з міжнародним ринком. З іншого боку, прийшовши на локальний ринок, конгломерати витісняють з нього місцеві фінансові установи, що веде до втрати економічного суверенітету (багато з таких країн вже змушені користуватися фінансовими послугами виключно фінансових конгломератів). Залучення економіки окремих країн в глобальний ринок призводить до синхронізації національних економічних циклів із загальносвітовим. Це дає стабілізуючий ефект національній економіці та мінімізує негативні ефекти локальних шоків. З іншого боку, глобальні фінансові конгломерати сприяють міжнародному розповсюдженню криз, оскільки крах одного такого конгломерату приносить кризу в усі країни і ринки, де він присутній. Коротко кажучи, фінансові конгломерати скорочують національні ризики і збільшує глобальні.

## Ренкінг фінансових конгломератів, складенийForbes(2004)
1. Citigroup
2. American International Group
3. Bank of America
4. HSBC
5. Fannie Mae
6. UBS
7. ING Group
8. JPMorgan Chase
9. BNP Paribas

## Ренкінг фінансових конгломератів, складенийБанком Англії(2005)
1. Citigroup
2. Deutsche Bank
3. Credit Suisse
4. JPMorgan Chase
5. Barclays
6. Goldman Sachs
7. HSBC
8. Société Générale
9. Bank of America
10. Lehman Brothers
11. Merrill Lynch
12. Morgan Stanley
13. UBS
14. ABN AMRO
15. BNP Paribas